# Brandon Iron
Brandon Iron (14 de julio de 1968 - 15 de abril de 2019) fue un actor y director pornográfico Canadiense.

## Carrera
Actor
La primera película de Iron fue con Ashley Nicole en ''Hoguera de las Bragas'' en 1991. Sin embargo, no comenzó a realizar películas a tiempo completo hasta 1997. 
Productor y director
Iron dirigió varias películas para Platinum X Pictures. Su línea de películas para adultos gonzo incluye  Baker's Dozen, Intensities in 10 Cities, Good Source of Iron, I Love it Rough, Photographic Mammaries, Ten Little Piggies y 50 to 1. En algunos de sus trabajos más tarde, se le conoce como "Brandon Irons" o "Alek James Hidell". El nombre de este último era un alias de Lee Harvey Oswald, a quien Iron se parece.
Desde noviembre de 2007, las películas de Brandon Iron Productions han sido distribuidos por JM Productions. 
Brandon Iron es copropietario de la productora de cine para adultos Ironwood Producciones con su compañero artista Mark Wood.
Tanto con Mark Wood como en solitario, Iron realizó numerosas escenas del género fetiche de pies, con varias actrices pornográficas reconocidas.
Iron nació en Alberta. Vivió y trabajó en California, EE. UU. Iron es el creador de dos franquicias de video de sexo fuerte, Slap Happy y I Love it Rough. Brandon es conocido en el mundo pornográfico por tener un pene extremadamente grande, particularmente por ser impresionantemente grueso, tanto es así que muchas actrices tienen dificultad al hacerle garganta profunda. 
Iron ha dirigido muchas películas para Platinum X Pictures. Su línea de películas gonzo incluye Baker's Dozen, Intensities in 10 Cities, A Good Source of Iron, I Love it Rough, Photographic Mammaries, Ten Little Piggies y 50 to 1. En algunos de sus trabajos viejos, sale en los créditos como "Brandon Irons" o "Alek James Hidell" .
Iron ha hecho películas en sus viajes por Praga, Budapest, Montreal, San Petersburgo, París, Londres, Bruselas, Hamburgo, Berlín, Lanzarote, Barcelona, Maui, Nueva York, Victoria, Ottawa, Boston, and Belgrado.[cita requerida]
Braincash y Iron inauguraron "covermyface.com", "spermcocktail.com" y "loadmymouth.com" en el 2006.

## Premios y nominaciones
Ganador
Premio AVN 2000 - Mejor escena de sexo Grupo, Película (nada que ocultar 3 y 4) con Wendi Knight, Michael J. Cox & Pat Myne
Premio XRCO 2002 - Unsung espadachín
2004 Premio XRCO - Mejor Escena de grupo (de Baker Dozen 2 - Platinum X Pictures) con Missy Monroe
2006 Premio XRCO - Unsung espadachín 
Premio AVN 2008 - Mejor escena de sexo anal, video (Big Wet Asses 10) con Bree Olson
Nominado
2005 Premio AVN - Mejor escena de sexo Trio, Video (antidisturbios Sluts) con Frank Gun & Mandy Bright
2005 Premio AVN - Mejor escena de sexo anal (antidisturbios Sluts) con Kami Andrews 
2007 Premio AVN - Mejor escena de sexo de grupo, video (Cachonda y Sluttier) con Sandra Romain, Aurora Snow, Manuel Ferrara, Steve Holmes, Jay Ashley, Jason Sinclair, D. Snoop, Brad Baldwin, zurdo, Bucks Carey, John Strong, Joe Blow, Joe rock, Johnny Fender, Mike Hosh, Pascal St James & Claudio Meloni 